# National Aviation Hall of Fame
La National Aviation Hall of Fame è una esposizione celebrativa delle principali personalità dell'aviazione negli Stati Uniti d'America.

## Caratteristiche
È ospitata dal National Museum of the United States Air Force, parte della Wright-Patterson Air Force Base, la base aerea della United States Air Force a 16 km nordest di Dayton nello stato dell'Ohio. Istituita nel 1962, l'iniziativa fu  patrocinata dal 1964 dal Congresso attraverso lo strumento legislativo del congressional charter, parte della raccolta di leggi federali dell'United States Code.
L'iniziativa prosegue da allora e attualmente è una fondazione pubblica che riferisce al Congresso, sebbene si finanzia attraverso donazioni e non riceve fondi dal governo federale. La sede permanente è stata creata nel 1996 ed è aperta al pubblico che vi può accedere gratuitamente.

## Membri
Nella Hall of Fame sono stati inseriti i seguenti personaggi qui elencati in ordine alfabetico. Tra parentesi l'anno di iscrizione nell'elenco.
- Buzz Aldrin (2000)
- John R. Alison (2005)
- William McPherson Allen (1971)
- Charles Alfred Anderson (2012)[1]
- Frank M. Andrews (1986)
- William Anders (2004)
- Bud Anderson (2008)
- Harry George Armstrong (1998)
- Neil Alden Armstrong (1979)
- Henry Harley Arnold (1967)
- J. Leland Atwood (1984)
- Bernt Balchen (1973)
- Thomas Scott Baldwin (1964)
- Lincoln Beachey (1966)
- Olive Ann Beech (1981)
- Walter Herschel Beech (1977)
- Alexander Graham Bell (1965)
- Lawrence Dale Bell (1977)
- Giuseppe Mario Bellanca (1993)
- Vincent Hugo Bendix (1991)
- William Edward Boeing (1966)
- Richard Bong (1986)
- Frank Borman (1982)
- Albert Boyd (1984)
- Walter J. Boyne (2007)
- Mark E. Bradley (1992)
- Patrick Henry Brady (2012) [1]
- George Scratchley Brown (1985)
- Clayton J. Brukner (1997)
- Richard Evelyn Byrd (1968)
- Marion E. Carl (2001)
- Eugene Cernan (2000)
- Clyde Vernon Cessna (1978)
- Clarence Duncan Chamberlin (1976)
- Octave Chanute (1963)
- Claire Lee Chennault (1972)
- Jacqueline Cochran (1971)
- Eileen Collins (2009)
- Michael Collins (1985)
- Bessie Coleman (2006)
- Harry B. Combs (1996)
- Charles Conrad (1980)
- Laurence Craigie (2000)
- Frederick C. Crawford (1993)
- Scott Crossfield (1983)
- Alfred Austell Cunningham (1965)
- Glenn Hammond Curtiss (1964)
- Herbert A. Dargue (1997)
- Benjamin O. Davis, Jr. (1994)
- Alexander P. de Seversky (1970)
- James Harold Doolittle (1967)
- Donald Wills Douglas, Sr. (1969)
- Charles Stark Draper (1981)
- Ira Clarence Eaker (1970)
- Amelia Earhart (1968)
- Carl Benjamin Eielson (1985)
- Theodore Gordon Ellyson (1964)
- Eugene Burton Ely (1965)
- Joe H. Engle (2001)
- Frank K. Everest (1989)
- Sherman Mills Fairchild (1979)
- Reuben Hollis Fleet (1975)
- Anthony Herman Gerard Fokker (1980)
- Henry Ford (1984)
- Joseph Jacob Foss (1984)
- Steve Fossett (2007)
- Benjamin Foulois (1963)
- Betty Skelton Frankman (2005)
- William John Frye (1992)
- Fitzhugh Fulton (1999)
- Francis Stanley Gabreski (1978)
- Dominic S. Gentile (1995)
- Hoot Gibson (2012)[1]
- Robert R. Gilruth (1994)
- John Herschel Glenn (1976)
- George William Goddard (1976)
- Robert Hutchings Goddard (1966)
- Arthur Godfrey (1987)
- Barry Morris Goldwater (1982)
- Virgil I. Grissom (1987)
- Robert Ellsworth Gross (1970)
- Leroy Randle Grumman (1972)
- Harry Frank Guggenheim (1971)
- Daniel J. Haughton (1987)
- Albert Francis Hegenberger (1976)
- Edward Henry Heinemann (1981)
- David Lee Hill (2006)
- Robert A. Hoover (1988)
- Howard Hughes (1973)
- David Sinton Ingalls (1983)
- Daniel James (1993)
- Elrey Borge Jeppesen (1990)
- Clarence Leonard Johnson (1974)
- Evelyn Johnson (2007)
- Alvin M. Johnston (1993)
- Thomas V. Jones (1992)
- Herbert D. Kelleher (2008)
- George Churchill Kenney (1971)
- Charles Franklin Kettering (1979)
- James Howard Kindelberger (1972)
- Joe W. Kittinger (1997)
- A. Roy Knabenshue (1965)
- William J. "Pete" Knight (1988)
- Frank Purdy Lahm (1963)
- Samuel Pierpont Langley (1963)
- William Power Lear (1978)
- Curtis Emerson LeMay (1972)
- Anthony "Tony" William LeVier (1978)
- Anne Morrow Lindbergh (1979)
- Charles Augustus Lindbergh (1967)
- Edwin Albert Link (1976)
- Allan H. Lockheed (1986)
- Grover Loening (1969)
- Nancy Harkness Love (2005)
- James Arthur Lovell (1998)
- Raoul Gervais Lufbery (1998)
- Frank Luke (1975)
- Paul B. MacCready (1991)
- John Arthur Macready (1968)
- Glenn Luther Martin (1966)
- David McCampbell (1996)
- James Smith McDonnell (1977)
- Thomas McGuire (2000)
- John C. Meyer (1988)
- Russell W. Meyer, Jr. (2009)
- William "Billy" Mitchell (1966)
- Marc A. Mitscher (1988)
- William A. Moffett (2008)
- John J. Montgomery (1964)
- Thomas H. Moorer (1987)
- Sanford Alexander Moss (1976)
- Gerhard Neumann (1986)
- Ruth Rowland Nichols (1992)
- Carl L. Norden (1994)
- John Knudsen Northrop (1974)
- Robin Olds (2001)
- Clyde Edward Pangborn (1995)
- William Allan Patterson (1976)
- Frank Piasecki (2002)
- William Thomas Piper (1980)
- Harold Frederick Pitcairn (1995)
- Paul Poberezny (1999)
- Wiley Hardeman Post (1969)
- Harriet Quimby (2004)
- Albert Cushing Read (1965)
- Robert Campbell Reeve (1965)
- Frederick Brant Rentschler (1982)
- Ben Rich (2005)
- Holden Chester Richardson (1978)
- Edward Vernon Rickenbacker (1965)
- Sally Ride (2007)
- Jack Ridley (2004)
- Cliff Robertson (2006)
- Calbraith Perry Rodgers (1964)
- Will Rogers (1977)
- Robert A. Rushworth (1990)
- Burt Rutan (1995)
- Dick Rutan (2002)
- Tubal Claude Ryan (1974)
- Walter M. Schirra (1986)
- Bernard Adolf Schriever (1980)
- Thomas Etholen Selfridge (1965)
- Alan Shepard (1977)
- Igor Ivan Sikorsky (1968)
- Robert Forman Six (1980)
- Donald K. Slayton (1996)
- Cyrus Rowlett Smith (1974)
- Frederick W. Smith (2007)
- Carl Andrew Spaatz (1967)
- Elmer Ambrose Sperry (1973)
- Lawrence Burst Sperry (1981)
- Thomas P. Stafford (1997)
- Robert M. Stanley (1990)
- John Paul Stapp (1985)
- Lloyd Carlton Stearman (1989)
- James Stewart (2009)
- James Stockdale (2002)
- Charles Edward Taylor (1965)
- Louise Thaden (1999)
- Lowell Thomas (1992)
- Paul W. Tibbets (1996)
- John Henry Towers (1966)
- Juan Terry Trippe (1970)
- Sean D. Tucker (2008)
- Roscoe Turner (1975)
- Nathan Farragut Twining (1976)
- Albert Lee Ueltschi (2001)
- Hoyt S. Vandenberg (1991)
- Wernher von Braun (1982)
- Theodore von Kármán (1983)
- Hans P. von Ohain (1990)
- Chance M. Vought (1989)
- Leigh Wade (1974)
- Patty Wagstaff (2004)
- Henry W. Walden (1964)
- Dwayne Wallace (2012) [1]
- Edward Curtis Wells (1991)
- Edward H. White, II (2009)
- Robert M. White (2006)
- Noel Wien (2010)
- Sam Barlow Williams (1998)
- Thornton Arnold Wilson (1983)
- Collett Everman Woolman (1994)
- Orville Wright (1962)
- Wilbur Wright (1962)
- Charles Elwood Yeager (1973)
- John W. Young (1988)
- Hubert Zemke (2002)